# Lambaréné
Lambaréné és la capital de la província Moyen-Ogooué a l'oest del Gabon i el més gran centre polític, mèdic i econòmic de la regió. Se situa en una illa del riu Ogooué a uns 250 km de la capital Libreville, i posseeix un port per al comerç i la pesca, que és el principal recurs econòmic; s'hi està construint un port nou. La ciutat es troba unida a la resta del país per diverses carreteres i l'aeroport de Lambaréné de caràcter nacional.
L'any 1993, data de l'últim cens, la població era de 14.974 persones. Tanmateix, actualment la xifra podria assolir els 24.000 habitants, situant-la entre les ciutats majors del país. La ciutat és habitada principalment per persones d'ètnies bantus, desplaçant els pigmeus al nord i est del Gabon.
La ciutat és dividida en tres districtes, fruit del pas del riu Ogooué: Rive Gauche, Ile Lambaréné i Rive Droite. Entre les principals edificacions situades a la ciutat es troba l'Hospital Albert Schweitzer, fundat pel Premi Nobel de la Pau, Albert Schweitzer, el 1913.
La temperatura mitjana és de 27 °C. L'estació de les pluges comença l'octubre i acaba el juny, incloent-hi una estació seca de curta durada de desembre a gener. L'estació seca llarga és a partir del juliol fins al setembre.